# José Ortigoza
José Ortigoza, född 1 april 1987, är en paraguayansk fotbollsspelare som spelar för Guaraní.
José Ortigoza spelade sex landskamper för det paraguayanska landslaget.